# Facts and Figures
Facts and Figures är The Legends tredje studioalbum, utgivet 2006.

## Låtlista
Alla låtar är skrivna av Johan Angergård.
1. "Heart" - 3:10
2. "Play It for Today" - 2:41
3. "Lucky Star" - 2:07
4. "Closer" - 3:53
5. "Another Sunday" - 3:18
6. "Nothing on TV" - 3:45
7. "Disco Sucks" - 3:47
8. "Darling" - 3:39
9. "Facts and Figures" - 4:49
10. "Nobody Twists Your Arm" - 3:29

## Mottagande
Skivan fick ett blandat mottagande när den kom och snittar på 3,4/5 på Kritiker.se, baserat på åtta recensioner. Allmusic.com gav skivan 4 av 5 möjliga poäng.